# Quatuor pour piano et cordes no 3 de Brahms
Pour les articles homonymes, voir Quatuor pour piano et cordes.
Le Quatuor pour piano et cordes no 3 en ut mineur opus 60 est un quatuor pour violon, alto, violoncelle et piano de Johannes Brahms. Ébauché en 1856 et achevé en 1875 près de Heidelberg, il fut donné en première audition en février 1876 devant le Landgraf de Hasse à Wiesbaden avec le compositeur au piano.

## Analyse de l'œuvre
1. Allegro non troppo (à 
)
2. Scherzo' (allegro en ut mineur, à 
)
3. Andante (en mi mineur, à )
4. Allegro comodo (en ut mineur)

- Durée d'exécution : trente-trois minutes.